# Just z Urgellum
Just z Urgellum (zm. ok. 549) – pierwszy biskup La Seu d’Urgell w Katalonii (przed 527 do 546 lub 549), ojciec Kościoła, święty Kościoła katolickiego. 
Pewne informacje o Juście znajdują się w dziele św. Izydora. Just miał trzech braci: Nebrydiusza (biskup Egeru), Justyniana (biskup Walencji) i Elpidiusza (biskup Huesca). Brał udział w synodach:  w Toledo (527 lub 531), Lérida (546) i w Walencji (549). 
Napisał komentarz do  „Pieśni nad pieśniami” (Wykład alegoryczny na temat „Pieśni nad pieśniami” wraz z listami wstępnymi do biskupa Sergiusza i diakona Justusa oraz prologiem) oraz mowę ku czci św. Wincentego męczennika.
Jest patronem miasta La Seu d’Urgell i diecezji Urgell.
Do Martyrologium Rzymskiego wpisał go Cezary Baroniusz (zm. 1607).
Jego wspomnienie liturgiczne obchodzone jest w Kościele katolickim 28 maja.